# Бакханнон (река)
Бакха́ннон (англ. Buckhannon River, Buckhannans Fork) — река в Западной Виргинии на востоке США. Левый приток реки Тайгарт. Крупнейший водоток округа Апшер; нижнее течение около устья располагается на территории округа Барбор. В среднем течении Бакханнон пересекает одноимённый город.
Длина реки составляет 47 миль (76 км). Площадь водосборного бассейна — 309 кв. миль (800 км2).
Бакханнон начинается от слияния Левой и Правой Бакханнон на высоте 560 м над уровнем моря около Александера на юге округа Апшер. В верхней половине течёт в основном на север, в нижней — на северо-восток. Впадает в Тайгарт на высоте 404 м над уровнем моря выше города Филиппи на юго-западе округа Барбор.